# Amalia Pica
Amalia Pica (1978, Neuquén, Argentina) es una artista con vida en Londres que explora la metáfora, la comunicación y la participación cívica mediante las esculturas, instalaciones, fotografías, proyecciones, dibujos y performances en vivo.

## Inicios y educación
Amalia Pica nació en Neuquén, Argentina, en 1978.  Obtuvo su reconocimiento en la Escuela Nacional de Bellas Artes Prilidiano Pueyrredón en Buenos Aires en 2003. Del 2004 al 2005, tuvo una residencia artística en Rijksakademie van beeldende kusten.

## Influencias y trabajo
Pica nació a finales de los 70s durante la Guerra Sucia, un período de estado de terrorismo en Argentina. Bajo este contexto, el trabajo de la artista genera cuestionamientos acerca del rol del gobierno, el lenguaje, la comunicación y la conexión humana. Gran parte de su trabajo explora los problemas fundamentales comunicacionales, tales como el envío y el recibo de los mensajes, verbales y no verbales, y las diversas formas que estos intercambios pueden tomar.
Victor Grippo, Cildo Meireles, Lygia Clark y Hélio Oiticica, junto con otros, fueron los artistas que Pica estudió en sus inicios.

### Extraños(2008-16)
La pieza performance “Extraños”, la cual surge en 2008, fue promocionada en la actualizada Tate Modern y se enfoca en la compleja comunicación entre extraños. El trabajo requiere que dos desconocidos sostengan los extremos de una cuerda colorida sin dejar que toque el piso en un espacio limitado. La distancia resultante crea una barrera que previene que los participantes conectados tengan una comunicación íntima. Julie Rodrigues Widholm, directora del Museo de Arte DePaul, dice que “esto sugiere un partido o una reunión comunal, y Pica juega con la idea de la distancia y proximidad a la vez que la relaciona con la comunicación.” 

### Uno, Nadie y Cienmil(2011)
En 2011 Amalia Pica participó en la exhibición grupal que llevó por nombre Uno, Nadie y Cienmil”, realizada en Kunsthalle Wien (Viena). Amalia Pica fue una de los nueve artistas que fueron comisionados a crear arte que se alterara de forma continua en contacto con los visitantes; los espectadores eran invitados a subir y cambiar la exhibición, resultando en un número ilimitado de arreglos posibles. La exposición pretendía cuestionar el papel dominante del curador en la estructuración de la exposición. De acuerdo con el Kunsthalle Wien, “el actor principal de la exhibición será el espectador, quien no actuará como un consumidor, sino como un coproductor de los artistas y el curador”. Pica exhibió su trabajo “Alegría en el papeleo”  (2016).

### A ∩ B ∩ C(2013)
En A ∩ B ∩ C (leído como A intersección B intersección C), Amalia Pica usa formas de colores traslúcidos plexiglás, con los cuales los actores producen diferentes composiciones frente a la audiencia. La noción de intersección se vincula a la idea de colaboración y comunidad. Esta obra de arte es una manifestación performativa de los diagramas de Venn, que fueron prohibidos de ser enseñados en las escuelas elementales durante los años 70, pues el concepto de la intersección y de la colaboración era visto como potencialmente subversivo por la dictadura argentina.
La inspiración para la exposición de Pica, A ∩ B ∩ C, proviene de la dictadura en su país natal Argentina (1976-1981). A ∩ B ∩ C comenta críticamente la prohibición por la dictadura de los diagramas de Venn en las escuelas primarias. En el extracto Soundcloud del Museo Solomon R. Guggenheim, Pica discute su exposición "Arte Bajo el Mismo Sol", alojada en el Guggenheim en 2013, compartiendo su interés por la superposición y la intersección de objetos individuales.

### Amalia Pica(2012-13)
Anteriormente mostrada en la Galería Chisenhale de Londres y en el Centro de Artes Visuales List en Cambridge, Massachusetts, la exposición Amalia Pica utiliza objetos cotidianos como significantes de celebración: luces de fiesta, banderas y pancartas, confeti, arco iris, fotocopias, bombillas, vasos, botellas de cerveza y cartón. Según la editorial & Pens Press "el trabajo de Pica trata directamente la traducción del lenguaje simbólico y está motivado por cómo se crea y se descifra el significado entre el artista y el espectador".

### Catachresis(2011-12)
Las metáforas también forman parte del trabajo de Pica, ya que utiliza figuras de lenguaje para describir cosas que no tienen nombre. "Un objeto que no tiene nombre, que de alguna manera escapa al lenguaje, invocando algo totalmente ajeno. De ahí que obtengamos frases como" pierna de la silla "o" cuello de botella “, que unen las cualidades humanas a las cosas inanimadas. Los objetos tienen un espacio y un peso, una presencia física que escapa al lenguaje, no se puede hablar de un objeto, hay que hablar de su alrededor, las metáforas son una forma de hacerlo, en cierto sentido cuando hablamos del mundo siempre en metáforas ". La "Catachresis" de Pica confunde distintos y contrastantes materiales encontrados, como la pata de una mesa o el codo de un tubo, para construir formas escultóricas que se conviertan en nuevas herramientas de comunicación y adoptan identidades propias.

### Diagramas de Venn (bajo el foco)(2011)
El interés de Pica en la relación entre el texto y la imagen es evidente en "Diagramas de Venn (bajo el foco)", que consiste en dos círculos coloreados de la luz emitidos por proyectores del teatro para formar un diagrama de Venn. El gobierno argentino prohibió que este diagrama se enseñara en las aulas en la década de 1970, ya que se pensaba que era un modelo incendiario de colaboración social. "Los dos círculos de luz no son más que formas hasta que el título los sitúa históricamente, dejándonos ver su percepción como subversiva en el contexto de la dictadura argentina en la década de 1970. Me interesan las ideas que proyectamos sobre imágenes y objetos: resisten tanto como para acomodarlos”.

### Hora Cátedra(2002)
Pica también está fascinada con la infancia. Posiblemente su obra temprana más conocida, Hora Cátedra, explora las lecciones y los temas de la infancia y cómo permanecen irremediablemente con nosotros a través de la vida adulta. En "Hora Cátedra", Pica demuestra que lo que internalizamos durante nuestra infancia nos acompañará a través de la vida adulta: la mayoría de los argentinos creen que la Casa de Tucumán, el sitio de la Declaración de Independencia de Argentina, es amarillo, como se muestra en los libros infantiles. Sin embargo, es en realidad blanca. La instalación específica para el sitio de 2002 bañó el edificio en una luz amarilla brillante, en referencia a la idea falsa.

## Exhibiciones
El trabajo de Amalia Pica se ha exhibido en el museo de arte contemporáneo en Chicago, en la Bienal de Venecia, en la Tate Modern en Londres. En 2014, su trabajo fue incluido en la exposición colectiva "Under the Same Sun", presentada en el Museo Guggenheim de Solomon R. en Nueva York. Su obra de arte es parte del Museo de Arte Contemporáneo de Barcelona (MACBA), y la colección de Guggenheim.En 2023 partició en la XVI Bienal de Cuenca, Ecuador, bajo la curadoría de Ferran Barenblit.

### Selección de Exhibiciones en Solo
| Fecha | Exhibición                                                                                             | Lugar                                                       |
| 2023  | Amalia Pica: ¡Que viva el papeleo!                                                                     | Museo Jumex, Mexico City                                    |
| 2019  | Amalia Pica                                                                                            | Centro Andaluz de Arte Contemporáneo (CAAC) Sevilla, España |
| 2016  | Extraños                                                                                               | TATE Modern, London                                         |
| 2014  | A ∩ B ∩ C                                                                                              | Van Abbemuseum, Eindhoven                                   |
| 2014  | Una Cosa Después de la Otra                                                                            | La Criée, Centre d'Art Contemporain, Rennes, France         |
| 2014  | Dessauerstrasse                                                                                        | König Galerie, Berlín                                       |
| 2014  | Switchboard                                                                                            | Mostyn, Wales                                               |
| 2013  | Memorial de Intersecciones                                                                             | Kunsthalle, Lisbon                                          |
| 2013  | Baja Visibilidad                                                                                       | König Galerie, Berlín                                       |
| 2013  | A ∩ B ∩ C                                                                                              | Museo Tamayo, Mexico City                                   |
| 2013  | Artistas en Ascenso: Amalia Pica                                                                       | Museum of Contemporary Art, Chicago                         |
| 2013  | Amalia Pica                                                                                            | MIT List Visual Arts Center, Cambridge                      |
| 2012  | Amalia Pica                                                                                            | Chisenhale Gallery, London                                  |
| 2012  | En Papel                                                                                               | Basis, Frankfurt                                            |
| 2012  | Para los Cantantes de Ducha                                                                            | Modern Art Oxford, Oxford, United Kingdom                   |
| 2011  | Amalia Pica: Proyectos UMMA                                                                            | University of Michigan Museum of Art, Ann Arbor, Michigan   |
| 2011  | El Viaje de Endymion                                                                                   | Marc Foxx Gallery, Los Angeles                              |
| 2010  | Amalia Pica: babble, blabber, chatter, gibber, jabber, patter, prattle, rattle, yammer, yada yada yada | Malmö Konsthall, Malmö                                      |

### Exhibición Grupal Selecta
| Fecha | Exhibición                                                               | Lugar                                                                        |
| 2016  | Uno, Ninguno y Cienmil                                                   | Kunsthalle Wien, Vienna, Austria                                             |
| 2015  | Bajo el Mismo Sol: Arte Latinoamericano de Hoy”                          | Museo Jumex, Mexico City (Guggenheim touring)                                |
| 2015  | Material                                                                 | König Galerie, Berlín                                                        |
| 2015  | Display Show                                                             | Eastside Projects, Birmingham, UK, touring to Stroom den Haag, The Hague, NL |
| 2015  | Códigos de Belleza                                                       | Fondazione Giuliani, Rome                                                    |
| 2015  | Repetición y Diferencia                                                  | The Jewish Museum, New York                                                  |
| 2015  | Exhibición Grupal                                                        | Marc Foxx Gallery, Los Angeles                                               |
| 2014  | Historias II: Trabajos de la Colección Serralves                         | Museu Serralves, Porto, Portugal                                             |
| 2014  | El Reportero Narrador                                                    | Museu Berardo, Lisbon                                                        |
| 2014  | Bajo el Mismo Sol: Arte Latinoamericano de Hoy”                          | Solomon R. Guggenheim Museum, New York                                       |
| 2013  | Fuerzas Audibles                                                         | F-320, New Delhi                                                             |
| 2013  | La Sala Impresa: El Diario de Emmy Moore                                 | Salts, Birsfelden, Switzerland                                               |
| 2013  | "Cuando las actitudes se convierten en forma se convierten en actitudes" | MOCAD Detroit, Míchigan                                                      |
| 2013  | Version Control                                                          | Arnolfini, Bristol, United Kingdom                                           |
| 2013  | Espacio del Proyecto: Ruinas en Reversa                                  | TATE Modern, London                                                          |
| 2012  | Oyentes Crónicos                                                         | Kunst Halle Sankt Gallen, St Gallen, Switzerland                             |
| 2012  | Terreno Común                                                            | Public Art Fund, New York                                                    |
| 2012  | Los Ingobernables                                                        | New Museum, New York                                                         |
| 2012  | Silencio                                                                 | Menil Collection, Houston                                                    |
| 2010  | Map Marathon                                                             | Serpentine Gallery, London                                                   |
| 2008  | ”Evento Mundial                                                          | Kunsthalle Basel, Basel                                                      |
| 2007  | Tipologías de Dibujo                                                     | Stedelijk Museum, Ámsterdam                                                  |

## Reconocimientos y premios
Amalia Pica fue galardonada con el premio CIFO de la Fundación de Artes Cisneros Fontanals, en el año 2011.
Ese mismo año, su trabajo fue parte del proyecto ILLUMInazioni en el Bienal de Venecia. 
Así mismo, Pica recibió el premio Illy por haber sido considerada una de las más innovadoras artistas de la Feria Internacional de Arte de Róterdam, y el premio de la Fundación Paul Hamlyn, establecido por una de las más grandes fundaciones del Reino Unido.
En 2012, Pica fue receptora del Premio a la Futura Generación de Arte, obtenido por una instalación de sus trabajos enfocada en la comunicación y la escucha. Los trabajos que hicieron aparición en esta colección son “Lamento la metáfora”, “Radar acústico en cartón”, “Bajo el foco: rojo sobre rojo” y “Eavesdropper”. La artista explic que la manera en la cual instala sus exposiciones se asemeja a conversaciones entre piezas distintas, que adquieren significados diferentes dependiendo de las piezas que acompañen una exposición. El interés de Pica en los modos humanos de comunicarse se extiende hasta la exploración del deseo humano de comprender a pesar de las imperfecciones en los procesos comunicativos.

El año siguiente, 2013, Pica logró ser una de las finalistas para el Premio de las Futuras Generaciones de Arte de la Fundación Pinchuk.